# Kommunalwahlen in Sachsen-Anhalt 2024
Am 9. Juni 2024 fanden die Kommunalwahlen in Sachsen-Anhalt 2024 statt. Dabei wurden die Stadträte der drei kreisfreien Städte Magdeburg, Halle (Saale) und Dessau-Roßlau, die Kreistage der elf Landkreise sowie die Stadt-, Gemeinde- und Ortschaftsräte in den kreisangehörigen Städten und Gemeinden neu gewählt. Am selben Tag wurde die Wahl zum Europäischen Parlament durchgeführt, wie bereits bei der vorherigen Kommunalwahl im Jahr 2019. Wahlberechtigt waren alle Deutschen und Unionsbürger ab einem Alter von 16 Jahren.
Zu den Kommunalwahlen 2024 in Sachsen-Anhalt wurden insgesamt 26 Parteien zugelassen.

## Ergebnisse
Die Wahlbeteiligung ist gegenüber den Kommunalwahlen 2019 von 53,6 auf 61,0 Prozent deutlich angestiegen.

### Stadtratswahlen in den kreisfreien Städten und Kreistagswahlen

Stärkste und zweitstärkste Partei in den Stadtratswahlen in den kreisfreien Städten und Kreistagswahlen

Die CDU als stärkste Partei bei den Wahlen 2019 konnte 2024 geringfügig hinzugewinnen (+2,2 %). Sie wurde dabei von der AfD überholt, die stark hinzugewinnen konnte (+11,6 %). Die Parteien der SPD, FDP und Grüne, die zum Zeitpunkt der Wahl im Bund das Kabinett Scholz bildeten, verringerten ihr Wahlergebnis im Vergleich zu 2019 (SPD: −1,8 %, FDP: −2,5 %, Grüne: −3,9 %). Deutlichster Verlierer bei den Kommunalwahlen 2024 war die Partei Die Linke, deren Stimmenanteil um 6,7 % abnahm. Das erst im Januar auf Bundesebene gegründete Bündnis Sahra Wagenknecht trat bei der Kommunalwahl 2024 in Sachsen-Anhalt nicht an. Bei den sonstigen Parteien und Wählergruppen gab es leichte Hinzugewinne (+1,6 %).

### Stadt- und Gemeinderatswahlen in den kreisangehörigen Städten und Gemeinden
Von den Gemeinderatswahlen liegt mit Stand Ende Juni 2024 kein amtliches Endergebnis vor.

### Bürgermeisterwahlen in den Städten und Gemeinden
In Sachsen-Anhalt werden die Bürgermeister der Städte und Gemeinden alle sieben Jahre gewählt. Die Wahlen finden zeitlich unabhängig voneinander statt. Im Jahr der Kommunalwahlen waren in 20 Städten und Gemeinden Bürgermeisterwahlen geplant. Darunter waren 19 Kleinstädte und Gemeinden sowie eine Mittelstadt. Insgesamt gingen in den Kleinstädten und Gemeinden zwei Mandate an die Kandidaten der CDU, ebenfalls zwei Mandate an die SPD sowie 11 Mandate an parteilose Bewerber. In der Mittelstadt Sangerhausen wurde der Kandidat der CDU gewählt. Von zwei Wahlen stehen Stand Ende Juli 2024 die Ergebnisse noch aus. Zwei Bürgermeisterwahlen werden im Oktober 2024 stattfinden.